# دانگ‌فنگ ای‌ایکس۴
دانگ‌فنگ ای‌ایکس۴ یک خودروی کراس‌اوور ساب کامپکت است که از سال ۲۰۱۷ تا کنون توسط دانگ‌فنگ تولید می‌شود.

## بررسی اجمالی

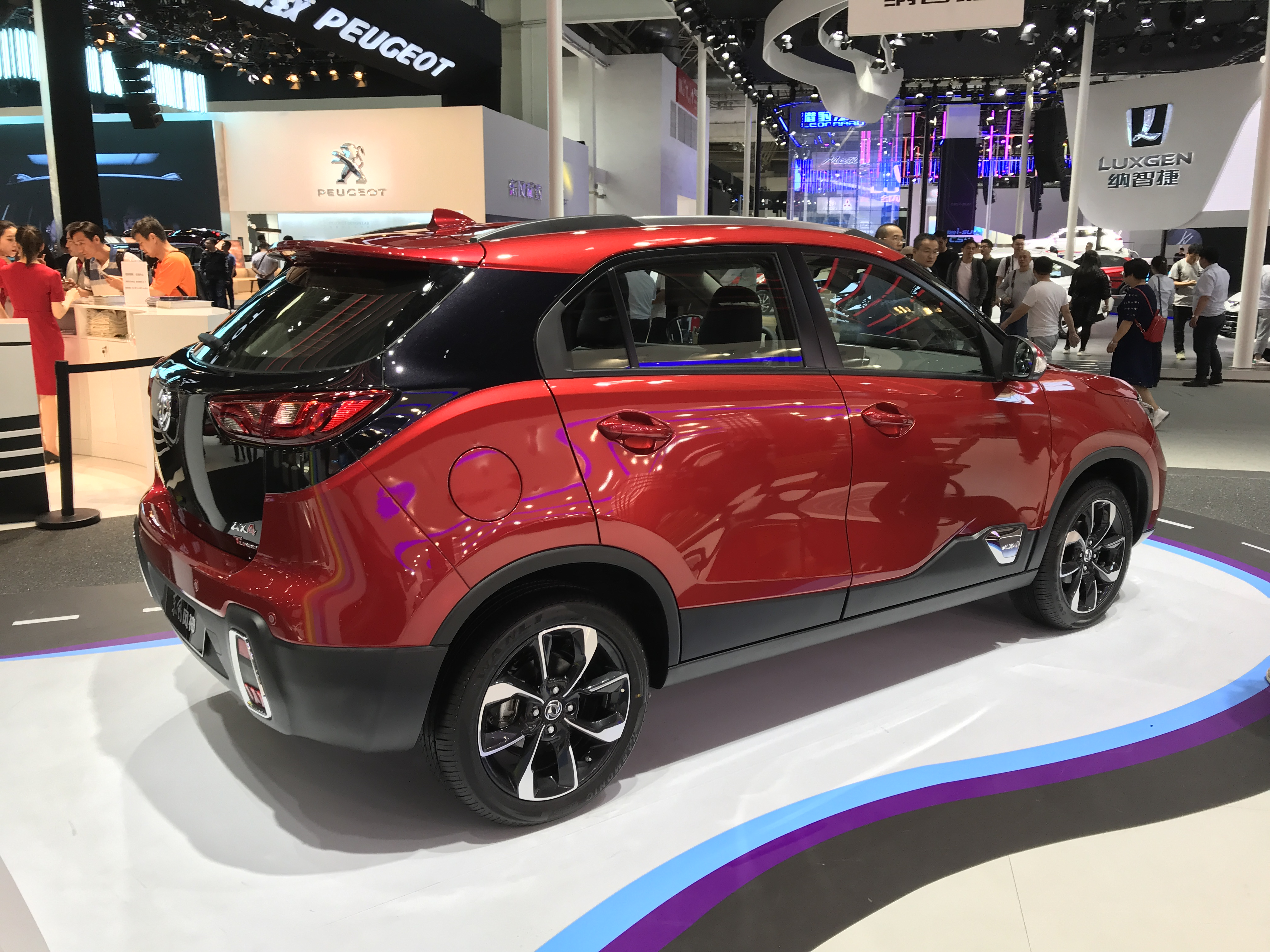
دانگ فنگ ای‌ایکس۴ در نمایشگاه خودرو شانگهای ۲۰۱۷

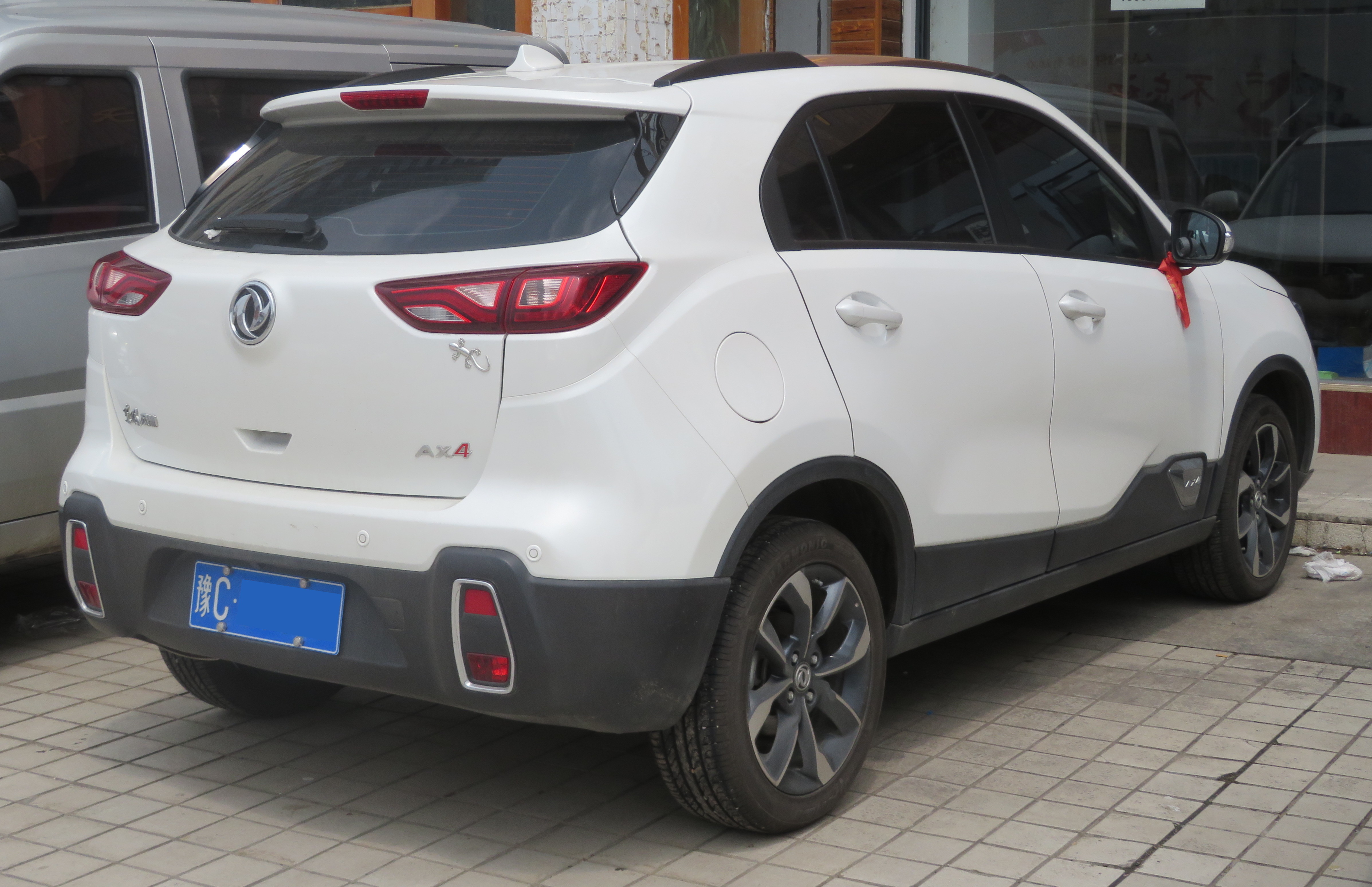
دانگ فنگ ای‌ایکس۴ عقب

این خودرو یک کراس اوور سایز کوچک شهری است. دانگ‌فنگ ای‌ایکس۴ در سال ۲۰۱۷ توسط دانگ‌فنگ در نمایشگاه خودروی شانگهای رونمایی شد.

## پیشرانه
موتورهای موجود برای این خودرو موتور ۱٫۴ لیتری توربو با حداکثر قدرت ۱۰۳ کیلو وات و حداکثر گشتاور ۱۹۶ نیوتن متر و یک موتور ۱٫۶ لیتری با حداکثر قدرت ۹۱ کیلووات و حداکثر گشتاور ۱۵۳ نیوتن متر است. جعبه دنده‌های این خودرو ۵ سرعته دستی و ۶ سرعته دی‌سی‌تی می‌باشد.
|              | ۱٫۰          | ۱٫۴          | ۱٫۶          |
| دوره ساخت    | تا کنون      | تا ۲۰۱۷      | تا ۲۰۱۷      |
| مشخصات موتور |              |              |              |
| نوع موتور    | ۴ سیلندر خطی | ۳ سیلندر خطی | ۳ سیلندر خطی |
| تنفس         | توربوشارژر   | توربوشارژر   | تنفس طبیعی   |
| حجم          | ۹۹۹ سی‌سی     | ۱۳۹۶ سی‌سی    | ۱۵۵۶ سی‌سی    |

### ابعاد
ابعاد این خودرو به طول ۴۱۹۵ میلیمتر در ارتفاع ۱۷۸۰ میلیمتر و عرض و ۱۶۲۲ میلیمتر می‌باشد. فاصله بین محورهای این خودرو برابر با ۲۵۸۰ میلیمتر است. سایز رینگ‌های این خودرو ۱۷ اینچی هستند.

## نگارخانه

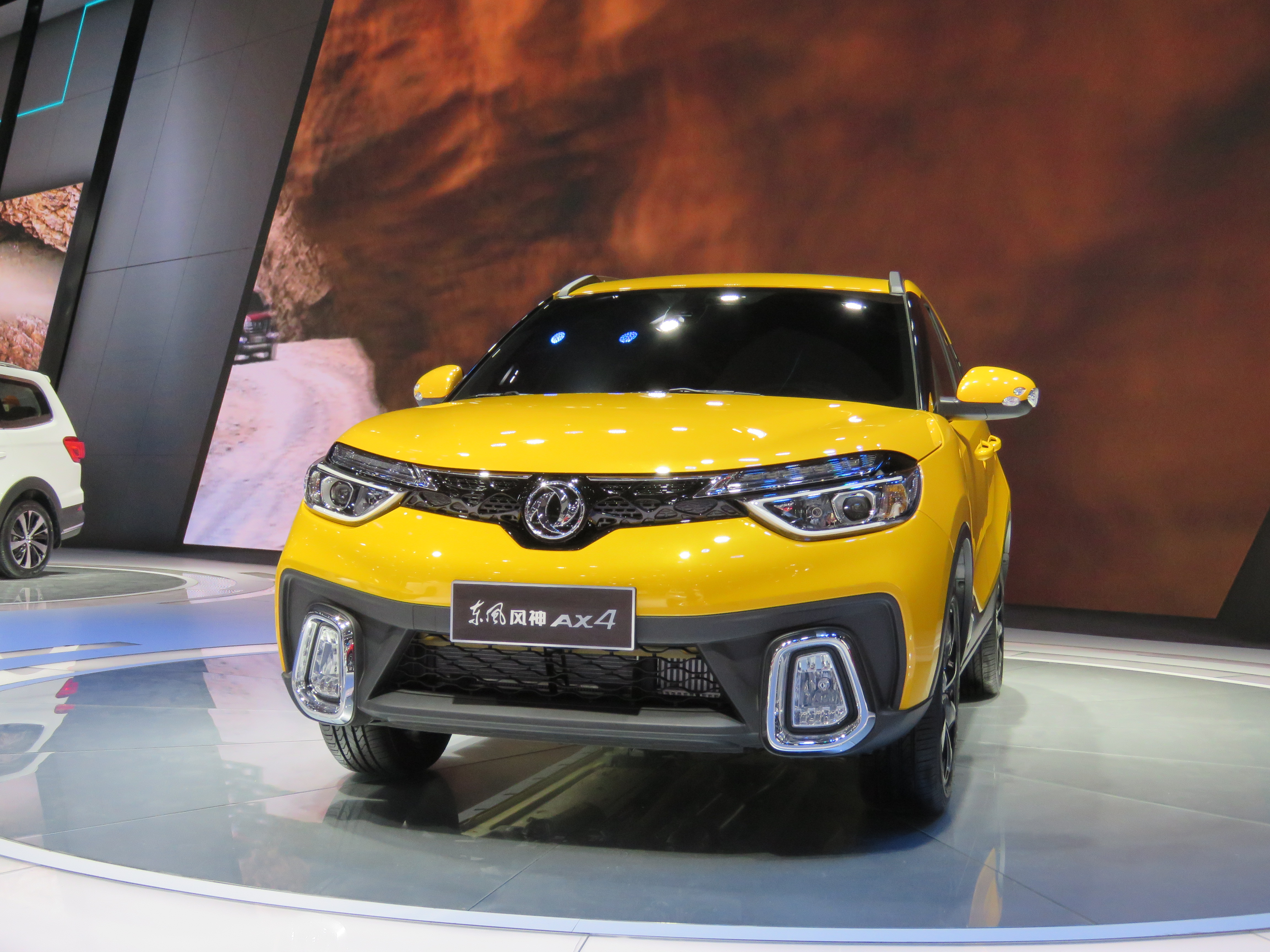
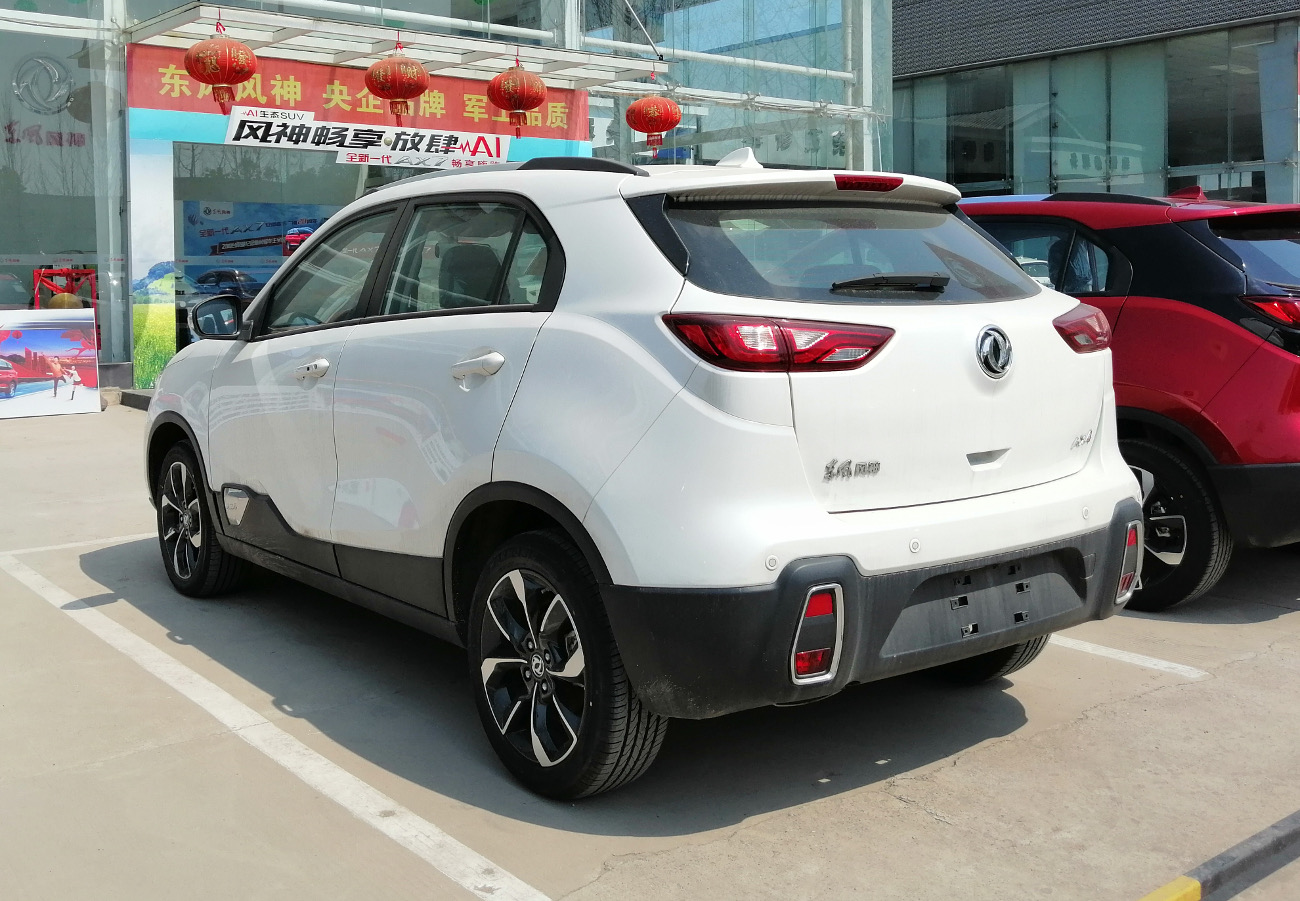
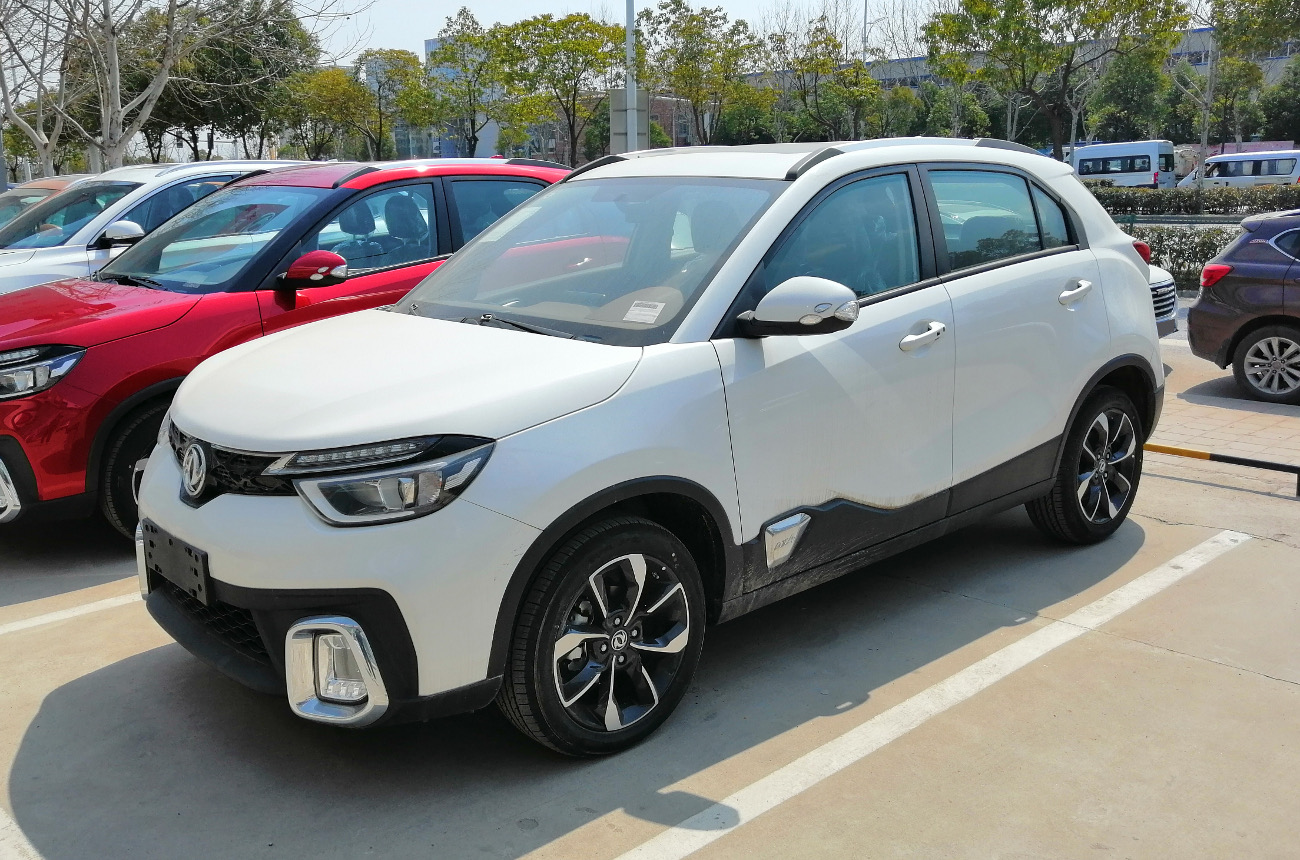
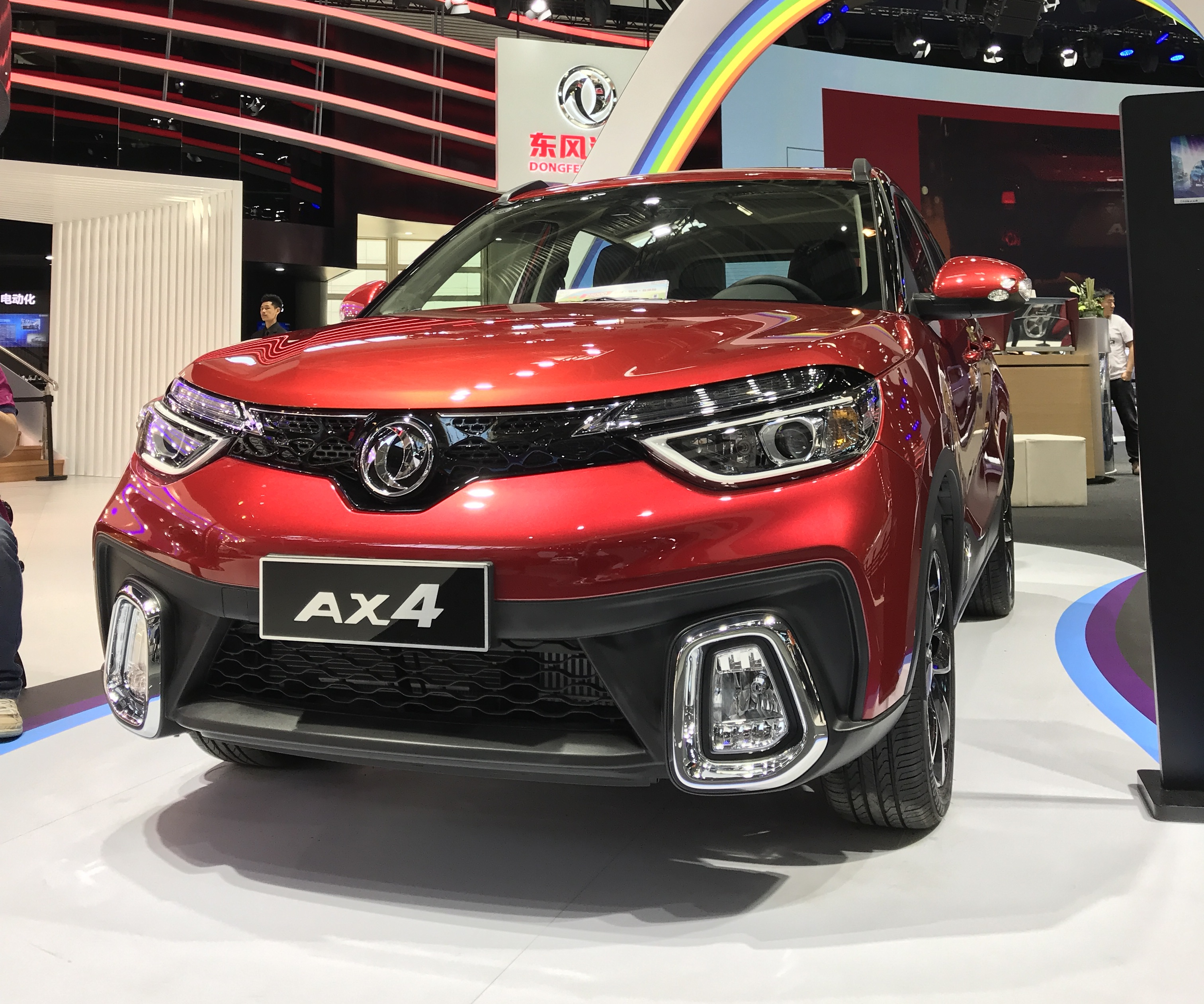
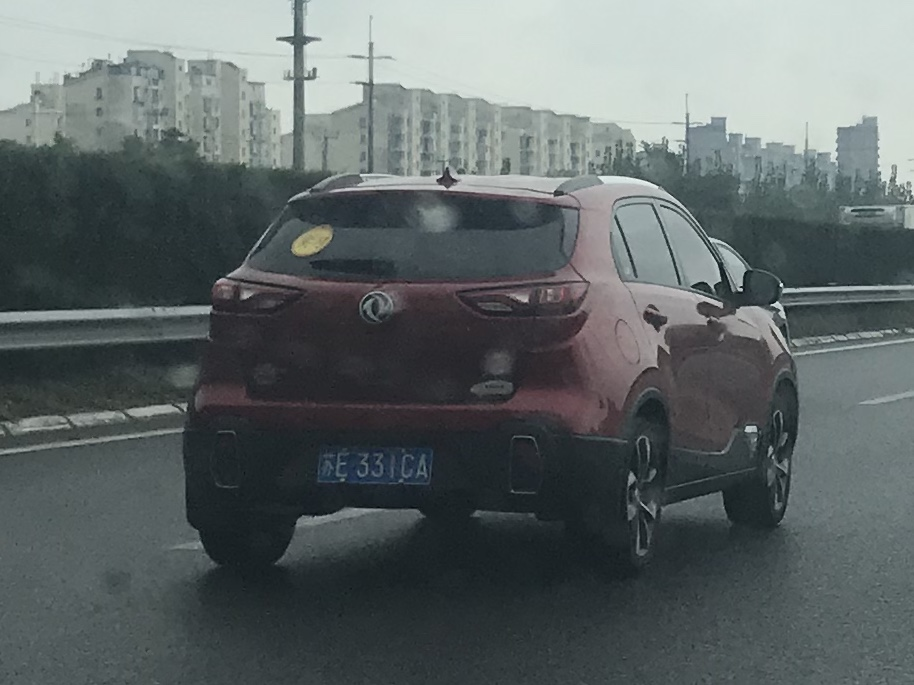

## امکانات
- استارت دکمه ای
- سیستم تهویه
- بلوتوث
- تهویه صندلی
- آینه‌های تنظیم الکتریکی
- اسکای روف الکتریکی
- کروز کنترل
- رادار پارک
- دوربین عقب
- سیستم پایش فشار باد لاستیک
- ترمز ضد قفل
- سیستم کنترل پایداری الکترونیکی
- کیسه هوا
- ایزوفیکس